# Mongolská menšina v Česku
Mongolská menšina v Česku je jednou z národnostních menšin na území České republiky. K lednu 2022 se v České republice nacházelo celkem 11 000 dlouhodobě pobývajících mongolských občanů (0,1 % populace). Mongolská diaspora v Česku je pátá nejpočetnější na světě (po Číně, Rusku, Jižní Koreji a Spojených státech).
Mongolská menšina patří mezi zhruba 20 nejpočetnějších národnostích menšin v České republice. Mongolské občanství je však 9. nejpočetnější zahraniční občanství v Česku (2020). Mongolové jsou obvykle buddhisté nebo ateisté. Do jisté míry si uchovávají i mongolský šamanismus.
Čeští Mongolové nemají zastoupení v Radě vlády pro národnostní menšiny, a to přestože jich je podle odhadů více než Bělorusů, Chorvatů, Rusínů, Řeků nebo Srbů, kteří zastoupení mají. Ve srovnání s vietnamskou menšinou v Česku je zhruba šestkrát menší.
Města s vyšším počtem Mongolů jsou Pardubice nebo Blansko, kde v roce 2008 údajně žilo víc Mongolů než v celé republice.

## Vývoj česko-mongolských vztahů

### Československo
Československo-mongolské vztahy formálně vznikly během studené války 25. dubna 1950. Od šedesátých let 20. století probíhala mezi ČSSR a Mongolskou lidovou republikou spolupráce zejména v oblasti rozvoje hospodářství, jejíž součástí byla výměna pracovních sil. Mongolové byli nejčastěji nasazováni do kožedělného průmyslu, ale i do strojírenství a stavebnictví; rovněž se v Československu usazovali mongolští vysokoškolští studenti, kteří snadno dostávali stipendium a vízum. Československo bylo až do druhé poloviny 80. let po SSSR druhým nejvýznamnějším mongolským obchodním partnerem. V Československu studovalo na 30 000 Mongolů.

### Česká republika
Do roku 2005 probíhala imigrace do Česka pozvolna; asijská finanční krize v roce 1997 a ruská finanční krize v roce 1998, kterými bylo Mongolsko mírně zasaženo, zvýšenou imigraci do ČR nezpůsobily. Změna nastala v období 2006–2008, kdy se počet mongolských přistěhovalců více než zdvojnásobil; hlavním motivem imigrace bylo nalezení práce. Tento stav se změnil s příchodem ekonomické krize po roce 2007, kvůli které došlo k pozastavení udělování víz, neochotě prodlužovat pracovní povolení a zpřísnění podmínek agenturního zaměstnávání cizinců, v důsledku čehož na přelomu let 2008 a 2009 počet Mongolů strmě klesl.
Od roku 2014 vzniká díky lepším ekonomickým podmínkám nová migrace, u které se předpokládá,[kdo?] že povede k většímu početnímu nárůstu mongolské menšiny.
Mongoly najímají zejména textilní či kožedělné firmy. Před krizí v roce 2009 se uvažovalo o jejich zapojení do zemědělství či stavebního průmyslu. Mongolové často pracují v oborech za podprůměrný plat, kde je od nich žádaná jistá manuální zručnost. Firmy hledají Mongoly většinou přes jejich krajany, kteří u nás žijí a umějí česky.
Mongolové jeví zájem o studium kožedělné technologie např. na Univerzitě Tomáše Bati ve Zlíně.
Kromě kožedělného průmyslu se Mongolové zasloužili také např. ve společnosti Soare, kde na začátku devadesátých let pracovala na dětskou limonádu Rychlé špunty nemalá skupina mongolských studentů z Liberce.

## Události mongolské menšiny v ČR
V roce 2000 pomohl mongolský student s organizací sbírkové akce s názvem Zmrzlá jurta, kterou připravila Společnost přátel Mongolska a Sdružení Nomád. Smyslem sbírkové akce byla finanční pomoc mongolským rodinám, které přišly kvůli kruté zimě o stáda dobytka, tedy o obživu.
Počátkem roku 2008 vyšlo od komunistické poslankyně Zuzky Rujbrové-Bebarové najevo, že udělování víz do Česka provází na české ambasádě ve Vietnamu, Mongolsku a Ukrajině korupce. Kvůli získání českého víza Mongolové neváhali zaplatit i desetitisícové úplatky. Mongolové o tom ze strachu o povolení podle Jiřího Šímy nemluvili. Ministerstvo zahraniční ale obvinění z úplatkářství popřelo a odmítlo také jakoukoliv souvislost mezi těmito problémy a následnými změnami na velvyslaneckých pozicích ve Vietnamu, Ukrajině a v Mongolsku.
V září 2008 měl vzniknout registr, vedený Hospodářskou komorou ČR, jako paralelní systém k zeleným kartám, sloužící jako databáze zaměstnanců z Vietnamu, Číny, Korey, Thajska a Mongolska. Cílem bylo usnadnit podnikům hledání zaměstnanců. Zelené karty, které se zavedly počátkem roku 2009, mohli získat občané 12 zemí, Mongolové ne.
Na začátku roku 2009 tlumočníci podváděli mongolské občany, kteří chtěli využít vládní program, který sliboval letenku do vlasti a 500 eur na ruku, což byl poměrně štědrý příspěvek, protože jen za zprostředkování dokladů potřebných k vycestování Mongolové dle svého slyšení běžně platí minimálně 700 eur (nebo i 1 400 dolarů). Tlumočníci jim tvrdili, že vládní pomoc skončila, ale že jí lze získat za úplatek 200 eur. Podmínkou byl legální pobyt. Cílem programu návratu, který schválila vláda v únoru, bylo, aby zahraniční zaměstnanci, kteří se kvůli krizi ocitly v existenčních problémech, nezačali páchat trestnou činnost nebo jinak porušovat zákon. V dubnu Česko přestalo Mongolům vydávat pracovní víza za účelem ochrany pracovního trhu v době krize. Projektu dobrovolných návratů se k 1. 4. 2009 zapojilo 1 093 cizinců, z toho 770 Mongolů. Vláda šla kvůli krizi tak daleko, že v květnu 2009 dovolila od 15. září do 15. prosince nelegálním cizincům vycestovat bez většího trestu zpátky do rodné země, což ocenil Jiří Šíma, předseda Společnosti přátel Mongolska. Legálně pobývajících cizinců odešlo do půlky září 1 871 cizinců, z toho 1220 Mongolů. V prosinci 2009 využilo projekt takzvaných dobrovolných návratů už 2 089 lidí, z toho 1 342 Mongolů.
V roce 2010 Česko pokračovalo ve zcela výjimečném udělování pracovního povolení pro mongolské žadatele, aby se uvolnila pracovní místa českým občanům.
Vláda Petra Nečase schválila novelu zákona o pobytu cizinců, podle níž by zaměstnavatel nesl náklady vyhoštění v Česku neoprávněně pobývajícího cizince. Mongolsko je jednou z hlavních zemí v Česku, odkud probíhá nelegální imigrace. Novela byla schválena v listopadu 2010.

## Demografie
Toto je celkový počet nositelů mongolského občanství v ČR.

### Pozice mongolského občanství jako cizího státního občanství v ČR
V letech 2007 a 2008 bylo mongolské občanství 8. nejpočetnější cizí občanství v ČR.
Tabulka: hodnoty žebříčku neuvádí bez státního občanství+ostatní+nezjištěno, vychází z celkového počtu držitelů
| Rok     | 1994 | 1995 | 1996 | 1997 | 1998 | 1999 | 2000 | 2001 | 2002 | 2003 | 2004 | 2005 | 2006 | 2007 | 2008 | 2009 | 2010 | 2011 | 2012 | 2013 | 2014 | 2015 | 2016 | 2017 | 2018 | 2019 | 2020 |
| ------- | ---- | ---- | ---- | ---- | ---- | ---- | ---- | ---- | ---- | ---- | ---- | ---- | ---- | ---- | ---- | ---- | ---- | ---- | ---- | ---- | ---- | ---- | ---- | ---- | ---- | ---- | ---- |
| Celá ČR | 25.  | ▲24. | ▲23. | ▬23. | ▲20. | ▼22. | ▬22. | ▲20. | ▲19. | ▬19. | ▲16. | ▲14. | ▲12. | ▲8.  | ▬8.  | ▼10. | ▬10. | ▼11. | ▼12. | ▼13. | ▲12. | ▲10. | ▬10. | ▬10. | ▬10. | ▲9.  | ▬9.  |

## Integrace
Podporu rozvoje vztahů mezi mongolskou minoritou a českou majoritou zajišťuje například občanské sdružení Společnost přátel Mongolska. S integrací pomáhá i sdružení Slovo 21 např. v rámci projektu Rodina od vedle. Přiblížit mongolskou kulturu pomáhá i multikulturní happening RefuFest.
17. března 2007 se v Blansku sešli příznivci neofašistického uskupení Národní čest – Klub přátel generála Gajdy. Vyjadřovali nespokojenost s chováním mongolské menšiny ve městě, podle nich se Mongolové „velkou měrou“ podílejí na zločinnosti ve městě. Asi stovka extrémistů a jejich příznivců se záměrně sešla u hotelu Dukla, kde dřív bydlela řada Mongolů. Ve městě žijí přibližně čtyři stovky Mongolů a většina pracuje v tamní firmě Apos, kde pošívají volanty. Podle organizátora setkání Petra Bílka se členové komunity „chovají drze“, mají „opilecké výstupy“ a jeho samotného napadli a skopali. Podle policie spáchali Mongolové na Blanensku za poslední půl rok asi tři trestné činy a při oslavě příchodu jejich nového roku Cagán sar porazili a pekli v ubytovně na sídlišti ovci. Na demonstraci musela policie zasáhnout jen proti jednomu opilci, který hajloval.
Ve firmě Foxconn, zaměstnávající asi 1100 Mongolů a Vietnamců (2008), musí Mongolové navštěvovat speciální kurz, organizovaný Mostem pro lidská práva, ve kterém se učí třeba i základním evropským „civilizačních návykům“ jako je např. správné používání toaletního papíru, splachovacího záchodu či vodovodního kohoutku na fotobuňku, což může na Mongoly vrhat špatné světlo. Mongolové jsou také častými přenašeči tuberkulózy. Od roku 2006 přibývá též mongolských prostitutek.
Nejvíce tuberkulózou nakažených cizinců bylo v roce 2007 z Mongolska (59), kteří tak tvořili 17,6% nakažených cizinců touto nemocí. Česká vláda na to reagovala a od června 2009 musí mongolští žadatelé o vízum předkládat lékařské potvrzení, že nemají tuberkulózu, syfilis a nejsou HIV pozitivní.
Jelikož je pobyt často vázaný na pracovní povolení, těhotné ženy z Mongolska, strachující se o ztrátu zaměstnání, častěji chodí na potrat než Češky.
Mezi kritiky zaměstnávání cizinců patřil v minulosti Jiří Paroubek, který podle serveru Aktuálně.cz v roce 2009 negativně reagoval na informaci, že tchajwanská společnost Foxconn často zaměstnává pracovníky z Vietnamu a Mongolska.

### Kriminalita
Kriminalita mongolské menšiny je oproti jiným zahraničním menšinám relativně malá, dokonce až zanedbatelná. Ročně je v Česku odsouzeno řádově pouze několik desítek občanů Mongolska a v českých věznicích tráví čas jenom pár jedinců.
V roce 2004 Brněnský krajský soud vyměřil trest dvěma Mongolům 13 a 12 let za mřížemi a následné vyhoštění ze země za brutální napadení taxikáře u osady Loudilka na Jihlavsku.
10. července 2008 cizinecká policie zadržela na pražském hlavním nádraží 9 mongolských převaděčů, kteří čekali na příjezd svých krajanů rychlíkem z Moskvy. Jednomu hrozilo vyhoštění. V říjnu policisté v Brně zasahovali proti Mongolům, kteří se podíleli na krádežích nebo neměli v pořádku doklady. Od ledna do října jich bylo vyhoštěno 32 a 16 trestně stíháno.
V listopadu 2009 cizinecká policie při razii v Brně zadržela hledaného Mongola podezřelého z ozbrojené loupeže.
V únoru 2010 cizinecká policie zadržela mongolského řidiče s padělaným polským vízem a litevským řidičským průkazem, čímž mu hrozí 2 roky vězení.
Od února 2010 policie pátrala po devatenáctiletém nebezpečném sexuálním delikventovi původem z Mongolska, jménem Cogtbilgún Batbold.

## Osobnosti
- Baldandorj Ariunzul – výtvarnice, fotografka a překladatelka
- Mungunzul Bayarkhuu – modelka
- Gombodžavyn Očirbat – bývalý generální tajemník Mongolské lidové revoluční strany, žijící dva roky v Praze
- Otma Tsedendorj – Mongolka vystupující jako hadí žena v českém cirkuse Humberto[57][58]

## Charakteristika
Mongoly můžeme rozpoznat například podle mongolské kuchyně, která se od té české ale i např. vietnamské výrazně liší.
Mongoly rozpoznáme také pomocí mongolských svátků.
| Datum                                             | Název | Poznámka                                                            |
| ------------------------------------------------- | --- | ------------------------------------------------------------------- |
| 1. leden                                          | Nový rok (Шинэ жил/Šine Džil)                                                                                         |                                                                     |
| první tři dny Nového roku (konec ledna nebo únor) | Cagán Sar (Цагаан сар) či Mongolský lunární Nový rok                                                                  | Oslavováno sešlostí.                                                |
| 8. březen                                         | Mezinárodní den žen (Олон Улсын Эмэгтэйчүүдийн Баяр/Olon Ulsyn Emegtejčüüdijn Bajar nebo Мартын найман/Martyn najmar) | V Česku pouze významný den.                                         |
| 1. červen                                         | Den žen a dětí (Эх үрсийн баяр/kh Ürsijn bajar)                                                                       | 1. červen je Mezinárodní den dětí.                                  |
| 11. červenec– 15. červenec                        | Nádam (Наадам) |                                                                     |
| první den prvního zimního měsíce                  | Čingischánovy narozeniny (Чингис хааны төрсөн өдөр/Čingis chány törsön ödör)                                          | Čingischán se narodil v roce 1162.                                  |
| 26. listopad                                      | Den Republiky (Улс тунхагласны өдөр/Uls tuncharlasny ödör)                                                            | Oslavován vznik Mongolské lidové republiky v roce 1924.             |
| 29. prosinec                                      | Den nezávislosti (Тусгаар Тогтнолын Өдөр/Tusgár Togtnolbyn ödör)                                                      | Oslavován vznik samostatného mongolského státu na Číně v roce 1911. |